# جوان غرانت
جوان غرانت (بالإنجليزية: Joanne Grant)‏ هي كاتِبة وصحفية أمريكية، ولدت في 30 مارس 1930 في أوتيكا في الولايات المتحدة، وتوفيت في 9 يناير 2005 في مانهاتن في الولايات المتحدة.